# Daniel Caltagirone
Daniel Caltagirone (nacido el 18 de junio de 1972) es un actor inglés,mejor conocido por sus papeles en La playa, Lara Croft Tomb Raider: la cuna de la vida y la película ganadora del Oscar El pianista. Su papel revelación se produjo en la serie de televisión Lock Stock, donde interpretó al protagonista de la serie, Moon. 
Es padre de dos hijos con su exesposa Melanie Sykes.

## Primeros años
Caltagirone nació y se crio en Londres donde asistió al St Ignatius College, Enfield. Pasó una cantidad considerable de tiempo cuando era niño en la ciudad de Nueva York, donde tiene familiares.

## Carrera en la actuación
Caltagirone asistió a la Guildhall School of Music and Drama,graduándose en 1997. Fue durante su último año en Guildhall que fue descubierto por un buscador de talentos de ITV y elegido como protagonista de Going Wrong de Ruth Rendell. Terminó de filmar su primer papel cinematográfico, Legionnaire, junto a Jean-Claude Van Damme en el verano de 1998.
Poco después, pasó una temporada en la Royal Shakespeare Company. Mientras estaba en el RSC, el director Danny Boyle lo descubrió y lo eligió como Unhygenix en La playa, protagonizada por Leonardo Di Caprio. Antes de comenzar a trabajar en La playa, se unió al elenco de Friends para un papel en "The One with Ross's Wedding", filmado principalmente en Londres. En 1999, Guy Ritchie lo eligió como uno de los protagonistas de Lock Stock, el spin-off televisivo de la película Lock, Stock and Two Smoking Barrels.
Caltagirone luego protagonizó El pianista de Roman Polanski, que ganó una serie de premios internacionales, incluidos los Premios Óscar al Mejor Actor, Mejor Director y Mejor Guion.
En 2003 apareció en Lara Croft Tomb Raider: la cuna de la vida con Angelina Jolie y Gerard Butler. Poco después de terminar el rodaje de Tomb Raider, fue elegido para la película aclamada por la crítica The Fall El sueño de Alexandria dirigida por Tarsem Singh; Caltagirone interpretó el doble papel de la estrella de Hollywood Archibald Sinclair y el Gobernador Odious.
En 2006, Caltagirone protagonizó The Path to 9/11, la controvertida miniserie de dos partes que se emitió en los Estados Unidos por ABC. La película protagonizada por Harvey Keitel y Donnie Wahlberg dramatiza los acontecimientos previos a los atentados del 11 de septiembre de 2001. Caltagirone fue elegido como uno de los agentes de la CIA que supuestamente fueron enviados para matar a Osama bin Laden. 
En 2009, interpretó al excapitán del SAS Gideon Stone en The Fixer. Interpretó al aristócrata Girolamo de Treviso en Los Tudor en 2010. Protagonizó .45 en The Hampstead Theatre, junto a su compañera de Los Tudor, Natalie Dormer, en 2011. En 2016 apareció en la serie de televisión Medici: Masters of Florence. En 2020 interpretó a Will Arnot en Crimen en el paraíso.
En septiembre de 2021, Caltagirone fue honrado con el Premio de las Naciones en Venecia por su destacada contribución al cine.

## Filmografía

### Cine
| Año  | Título                                     | Papel                      |
| ---- | ------------------------------------------ | -------------------------- |
| 1998 | Legionnaire                                | Guido Rosetti              |
| 2000 | La playa                                   | Unhygenix                  |
| 2000 | Mad About Mambo                            | Carlos Rega                |
| 2002 | El pianista                                | Majorek                    |
| 2002 | Las cuatro plumas                          | Gustave                    |
| 2003 | Lara Croft Tomb Raider: la cuna de la vida | Nicholas Petraki           |
| 2006 | The Fall. El sueño de Alexandria           | Sinclair / Governor Odious |
| 2006 | After...                                   | Nate                       |
| 2010 | The Reeds                                  | Joe                        |
| 2011 | Lipstikka                                  | Michael                    |
| 2012 | Outpost: Black Sun                         | Macavoy                    |
| 2013 | Convenience                                | Tommy                      |
| 2015 | Dough                                      | Stephen Dayan              |
| 2016 | Smoking Guns                               | Richard Holt               |
| 2016 | Eliminators                                | Ray                        |
| 2020 | Original Gangster                          | Campbell                   |
| 2023 | Devil                                      |                            |
| 2023 | Thangalaan                                 |                            |
| 2023 | Hitmen                                     | Luke Loveday               |

### Televisión
| Año        | Título                             | Papel                       | Notas                                           |
| ---------- | ---------------------------------- | --------------------------- | ----------------------------------------------- |
| 1997       | Heartbeat                          | Liam                        | Episodio: "In on the Act"                       |
| 1997, 2008 | The Bill                           | Billy Figgis / Simon Watson | 2 episodios                                     |
| 1998       | Friends                            | The Waiter                  | Episodio: "The One with Ross's Wedding: Part 2" |
| 1998       | The Ruth Rendell Mysteries         | Danny Danilo                | 3 episodios                                     |
| 1999       | The Cyberstalking                  | Taylor                      | Película de televisión                          |
| 1999, 2000 | A Touch of Frost                   | Ray English                 | 2 episodios                                     |
| 2000       | Harbour Lights                     | Harry Badden                | Episodio: "A Quiet Storm"                       |
| 2000       | Lock, Stock...                     | Moon                        | 7 episodios                                     |
| 2001       | The Lost Battalion                 | Phillip Cepeglia            | Película de televisión                          |
| 2006       | The Path to 9/11                   | Mark                        | 2 episodios                                     |
| 2008       | The Passion                        | Eban                        | 2 episodios                                     |
| 2009       | Above Suspicion                    | DS Paul Barolli             | 2 episodios                                     |
| 2009       | The Fixer                          | Gideon Stone                | Episodio #2.3                                   |
| 2010       | Silent Witness                     | Peter Snelling              | 2 episodios                                     |
| 2010       | Los Tudor                          | Girolamo de Treviso         | 2 episodios                                     |
| 2010       | Time Machine: Rise of the Morlocks | Hoyle                       | Película de televisión                          |
| 2012       | The Fear                           | Eddie Timms                 | Episodio #1.1                                   |
| 2015       | Crossing Lines                     | Robert Penny                | Episodio: "Redux"                               |
| 2016       | Medici                             | Pazzi                       | 7 episodios                                     |
| 2017–2019  | Britannia                          | Brutus                      | 10 episodios                                    |
| 2019       | Ransom                             | Inspector Lorenzo Maramoldo | Episodio: "It's a Ravenzo"                      |
| 2019       | 1944: Should We Bomb Auschwitz?    | John W. Pehle               | Película de televisión                          |
| 2020       | Crimen en el paraíso               | Will 'Wolfie' Arnot         | Episodio: "Murder on Mosquito Island"           |
| 2020       | Agatha and the Midnight Murders    | Eli Schneider               | Película de televisión                          |
| 2021       | Domina                             | Ledipus                     | Episodio: "Fall"                                |
| 2022       | That Dirty Black Bag               | Henry Longines              | 8 episodios                                     |

## Rnlaces externos
- Daniel Caltagirone en Internet Movie Database (en inglés).
- Daniel Caltagirone Twitter
- Daniel Caltagirone Instagram

- Datos: Q16213893